# Exposure at default
Exposure at default (EAD) jest jednym z parametrów ryzyka, wykorzystywanym w kalkulacji kapitału ekonomicznego lub kapitału regulacyjnego na potrzeby banków w związku z Nową Umową Kapitałową (Basel II). Oznacza wartość ekspozycji kredytowej w momencie niewykonania zobowiązania (default).

## Modele kalkulacji EAD
Do kalkulacji EAD wykorzystywane są dwa główne podejścia:
- Podstawowa metoda ratingów wewnętrznych (FIRB), w której to organy nadzoru bankowego wyznaczają sposób kalkulacji EAD oraz pozostałych parametrów ryzyka (LGD i M), a jedynym parametrem szacowanym przez bank jest PD (prawdopodobieństwo niewykonania zobowiązania).
- Zaawansowana metoda ratingów wewnętrznych (AIRB), gdzie wszystkie parametry są szacowane przez bank za pomocą własnego modelu ilościowego, w celu wyznaczenia wielkości aktywów ważonych ryzykiem. Wymogi kapitałowe ogółem są określane jako ustalony procent wyliczonych aktywów ważonych ryzykiem.

## Wykorzystanie EAD
Wagi ryzyka uzyskane w modelu IRB są transformowane w aktywa ważone ryzykiem poprzez przyporządkowanie tych wag do wielkości ekspozycji. Wartość EAD określana jest jako suma pożyczek uwzględnionych i nieuwzględnionych w bilansie, inwestycji i działań na rynku pieniężnym z uwzględnieniem oszacowanej części środków udzielonych kredytobiorcy, lecz jeszcze przez niego niewykorzystanych.